# Kreisgericht Flensburg
Das Kreisgericht Flensburg war ein preußisches Kreisgericht in der damaligen preußischen Provinz Schleswig-Holstein mit Sitz in Flensburg.
Mit der Annexion Schleswig-Holsteins wurden 1867 in der nunmehr preußischen Provinz die fünf Kreisgerichte Altona, Itzehoe, Kiel, Schleswig und Flensburg mit dem übergeordneten  Appellationsgericht Kiel eingerichtet.
Die folgenden Amtsgerichte wurden dem Kreisgericht Flensburg untergeordnet:
| Amtsgericht                         | Sitz                       | Aufgelöst | Anmerkung                                                |
| Amtsgericht Apenrade                | Apenrade                   | 1919      | 1867 bis 1871 geteilt in Stadt und Land 1920 an Dänemark |
| Amtsgericht Augustenburg            | Augustenburg               | 1871      | zum AG Sonderburg                                        |
| Amtsgericht Broacker                | Broacker                   | 1871      | zum AG Sonderburg                                        |
| Amtsgericht Cappeln                 | Cappeln                    | 2007      |                                                          |
| Amtsgericht Flensburg               | Flensburg                  | besteht   |                                                          |
| Amtsgericht Gravenstein             | Gravenstein                | 1873      | verteilt auf Apenrade und Flensburg                      |
| Amtsgericht Leck                    | Leck                       | 1974      |                                                          |
| Amtsgericht Lygumkloster            | Lygumkloster               | 1919      | 1871 bis 1879 beim AG Tondern                            |
| Amtsgericht Neuenkirchen (Fegtasch) | Neukirchen (Nordfriesland) | 1870      | zum AG Tondern, 1920 zu Niebüll                          |
| Amtsgericht Niebüll                 | Niebüll                    | besteht   |                                                          |
| Amtsgericht Tinnum auf Sylt         | Tinnum                     |           | 1902 nach Westerland verlegt                             |
| Amtsgericht Tondern                 | Tondern                    | 1919      | an Dänemark                                              |
| Amtsgericht Wisbye                  | Wisbye                     | vor 1879  | zum AG Tondern                                           |
| Amtsgericht Wyck                    | Wyck                       | 1974      |                                                          |
| Amtsgericht Hadersleben             | Hadersleben                | 1919      | an Dänemark                                              |
| Amtsgericht Rödding                 | Rödding                    | 1919      | an Dänemark                                              |
| Amtsgericht Toftlund                | Toftlund                   | 1919      | an Dänemark                                              |
| Amtsgericht Sonderburg              | Sonderburg                 | 1919      | an Dänemark                                              |
| Amtsgericht Norburg                 | Norburg                    | 1919      | an Dänemark                                              |

Mit dem Inkrafttreten des deutschen Gerichtsverfassungsgesetzes am 1. Oktober 1879 traten an die Stelle dieser Kreisgerichte die drei Landgerichte Altona, Kiel und Flensburg mit je einer Staatsanwaltschaft. Die Kreisgerichte Itzehoe und Schleswig wurden aufgelöst. Das Kreisgericht Flensburg wurde in das Landgericht Flensburg umgewandelt.